# Портрет Василия Дмитриевича Иловайского
«Портрет Василия Дмитриевича Иловайского» — картина Джорджа Доу и его мастерской, из Военной галереи Зимнего дворца.
Картина представляет собой погрудный портрет генерал-майора Василия Дмитриевича Иловайского из состава Военной галереи Зимнего дворца.
Во время Отечественной войны 1812 года полковник Иловайский командовал донским казачьим своего имени полком, состоял в летучем отряде Ф. Ф. Винцингероде и в середине сентября за боевые отличия был произведён в генерал-майоры. Одним из первых вошёл в оставленную французами Москву и далее участвовал в преследовании остатков Великой армии от Малоярославца до Немана. Во время Заграничных походов 1813 и 1814 годов участвовал в боях в Силезии и Саксонии, а затем и во Франции.
Изображён в казачьем генеральском мундире, введённом в 1814 году. Слева на груди звезда ордена Св. Анны 1-й степени; на шее кресты орденов Св. Георгия 3-го класса и Св. Владимира 2-й степени; по борту мундира кресты прусского ордена Красного орла 2-й степени, австрийского ордена Леопольда 2-й степени и прусского Пур ле мерит; справа серебряная медаль «В память Отечественной войны 1812 года» на Андреевской ленте, золотой крест «За взятие Базарджика» и звезда ордена Св. Владимира 2-й степени. С тыльной стороны картины надпись: Ilaivoisky 12me. Подпись на раме: В. Д. Иловайскiй 12й, Генералъ Маiоръ.
7 августа 1820 года Комитетом Главного штаба по аттестации Иловайский был включён в список «генералов, заслуживающих быть написанными в галерею» и 20 мая 1822 года император Александр I повелел написать портрет Иловайского для Военной галереи. Гонорар Доу был выплачен 19 мая 1826 года и 15 января 1828 года. Готовый портрет поступил в Эрмитаж 21 января 1828 года. Предыдущая сдача готовых портретов была 8 июля 1827 года, соответственно картина датируется между этими числами.
В 1840 годы в мастерской К. Крайя по рисунку с портрета была сделана литография, опубликованная в книге «Император Александр I и его сподвижники» и впоследствии неоднократно репродуцированная.